# Agostino Moreschini
Agostino Moreschini (Montalcino, 1517 o 1518 – Milano, 17 luglio 1559) è stato un religioso, predicatore e teologo italiano.

## Biografia
Figlio di nobili, Agostino Moreschini nacque a Montalcino nel 1517 o nel 1518. Entrò in giovane età nel convento agostiniano di Siena, contro il volere familiare. Ebbe, sicuramente, una formazione umanistica, cui dopo il noviziato affiancò gli studi di filosofia e teologia. Nel 1539 gli fu affidato l’incarico di cursor allo Studio fiorentino dell’ordine e guadagnò, in quell’anno, il permesso di predicare dal cardinale Girolamo Seripando. Tra il 1540 e il 1543, fu magister studentium nello Studio di Siena, insegnando logica ai novizi dell’ordine. Dopo esser stato nominato lettore, durante il capitolo generale svolto a Roma nel 1543, fu inviato allo Studio Generale Patavino a Treviso (Università di Padova). A Treviso poté per la prima volta predicare durante la quaresima del 1544.
Nel 1545 divenne baccelliere e fu inviato allo Studio Generale di Bologna, dove restò fino al maggio 1547. Partecipò al capitolo generale a Recanati nel giugno 1547, dove si distinse per la sua abilità nel disputare su temi come la grazia e la giustificazione, per poi essere inviato allo Studio di Napoli. Prima di andare a Napoli, tornò a Bologna e, il 6 ed il 15 luglio 1547, partecipò alle sessioni del Concilio di Trento, andando a consolidare la scuola teologica agostiniana, condotta da Seripando, e presente accanto a quelle tomista e scotista. Moreschini intervenne con un votum sul purgatorio e una assertio sulle indulgenze, avendo già partecipato, il 23 e 29 aprile ed il 2 maggio 1547, alle congregazioni dei teologi intervenendo, più volte, su temi della penitenza, dell’estrema unzione e del matrimonio: questi interventi sono stati riportati anche nelle annotazioni nel diario di Angelo Massarelli.
Nel settembre 1547, iniziò l’anno accademico a Napoli con l’incarico di magister regens, che custodì fino al 1551. Nella città partenopea, dove ebbe, tra tanti altri, come allievo Onofrio Panvinio, pubblicò a detta di Johannes Felix Ossinger, qualche opera sul purgatorio, sul culto dei santi, sulle orazioni pro defuntcis, sulla pazienza e sugli itinera ad aeternitatem, (opere oggi tutte introvabili). Moreschini alla sua vita da insegnante accostò quella di predicatore (soprattutto quaresimale); predicò per le quaresime: a Roma nel 1550, a Venezia nel 1551 ed a Genova nel 1552, dove ad aprile fu sentito predicare dall’inquisitore di Genova Girolamo Franchi che ne riportò a Marcello Cervini (futuro Papa Marcello II), membro dell’Inquisizione e cardinale protettore degli agostiniani. Moreschini avrebbe dovuto predicare anche a Siena per la quaresima del 1553, ma nel febbraio fu richiamato a Roma dal generale Cristoforo da Padova, per confutare alle accuse lanciate contro di lui, che furono lasciate cadere nel giugno dello stesso anno.
Nel 1554, lavorò, a Roma, all’edizione degli scritti di Egidio Romano, usciti nel 1555. A partire da quest'anno fino alla sua morte, visse a Milano, agli inizi come predicatore quaresimale, poi, dal maggio 1557, anche come priore di San Marco. Il 27 agosto 1556 depose davanti all’Inquisizione nel processo contro Pietro Carnesecchi, il quale era convinto che l’agostiniano «havesse fatto mal ufficio contra di [me] […] per l’odio che mi portava com’a fiorentino e servitor del duca [Cosimo I], tenendosi lui offeso come sanese della guerra fatta in quel tempo a Siena». Negli ultimi anni fu dedito soprattutto alla direzione del convento milanese, alla predicazione e alla sistemazione della sua opera maggiore: le "Diffinitiones s. Augustini adversus lutheranos". Andò a Venezia, nel maggio 1559, per partecipare al capitolo generale dell’ordine, tornò poi a Milano, dove morì il 17 luglio 1559.

## Opere principali
Moreschini nella sua vita scrisse anche qualche opera religiosa. Come già sopra citato, egli scrisse, nel suo periodo milanese, la sua opera principale le "Diffinitiones s. Augustini adversus lutheranos", composte tra il 1547 ed il 1559, di cui si conservano due copie manoscritte settecentesche nella Biblioteca Angelica di Roma e nella biblioteca del convento della Santissima Trinità di Viterbo. L'opera è divisa in tre parti:  La terza parte sui sacramenti è, sicuramente, è stata scritta prima delle sessioni tridentine sul tema, svoltesi tra il marzo 1547 e il novembre 1551, perché in essa manca un qualsiasi cenno alle discussioni conciliari, a cui Moreschini aveva partecipato, tra l’aprile e il luglio 1547; si può dunque ipotizzare che egli abbia esposto delle posizioni cui aveva lavorato prima, probabilmente in preparazione al concilio. La prima e la seconda parte invece, che hanno per oggetto la scrittura, la tradizione, la Chiesa, i concili, il primato petrino e la giustificazione, furono scritte la prima, tra il 1555 e il 1556, e la seconda tra il 1547 e il 1559. L’opera va collocata nella «lotta per Agostino» attiva durante l’epoca tridentina e fa di Moreschini uno dei primi agostiniani italiani che si schierarono contro Lutero. Essa intende accordare la dottrina di Sant'Agostino con quella tridentina, in particolare sul tema della giustificazione, e difenderla dall'esplicazione che avevano offerto Lutero e gli altri riformatori. Tuttavia, Moreschini sembra conoscere solo due scritti di Lutero: il De captivitate babylonica ecclesiae (1520), di cui ricorda il titolo nel suo trattato De extrema unctione, e le Resolutiones disputationum de indulgentiarum virtute (1520), menzionate esattamente nella sua assertio tridentina sulle indulgenze. Ogni Diffinitio è scritta con uno stile definito asciutto e preciso; e  segue un metodo preciso (specialmente scolastico): dopo un proemio, dove è introdotto l’argomento specifico di ogni trattato, Moreschini espone le opinioni dei riformatori, a cui contrappone la dottrina della Chiesa cattolica utilizzando le definizioni tridentine, della scrittura, dei Padri e della tradizione conciliare; egli si dedica infine all’interpretazione della dottrina di Sant'Agostino dei riformatori, confutando, poi, i presunti errori.
In più di lui rimangono altre operette di una certa consistenza come: il votum sul purgatorio e l’assertio sulle indulgenze del luglio 1547 e la deposizione davanti all’Inquisizione. A Moreschini, inoltre, sono stati attribuiti scritti di cui non è sicura neanche l’esistenza. Lo stesso agostiniano fa cenno sia ad alcuni lavori che egli non poté portare a compimento sia ad altri che oggi sono introvabili. Un elenco è presente sia nella bibliografia di Perini, sia nel saggio di Sodani, che ricostituisce la raccolta ordinata e completa delle opere dell’agostiniano e analizza dettagliatamente le Diffinitiones.